# Republika Srpska Krajina
Republika Srpska Krajina, skraćeno RSK (srp. Република Српска Крајина, РСК) bila je međunarodno nepriznata marionetska srpska paradržava unutar Hrvatske, u funkciji stvaranja Velike Srbije. Formirana je tijekom 1991. okupacijom dijelova Hrvatske nakon što je 30. rujna 1990. godine "Srpsko nacionalno vijeće" proglasilo "autonomiju srpskog naroda" u dijelu Hrvatske s većinskim srpskim stanovništvom, a 21. rujna 1990. god. je to područje prozvalo "Srpska autonomna oblast Krajina", 31. svibnja 1991. godine skupština te tvorevine donosi "zakon" kojim se proglašava Republika Srpska Krajina, na čelu s Vladom RSK i Milanom Babićem kao prvim predsjednikom.
Provizorne granice RSK uspostavljene su Sarajevskim primirjem od 2. siječnja 1992. god., sklopljenim između Hrvatske i glavnog "kreatora" RSK - Jugoslavenske narodne armije, na području zauzetom oružanom agresijom na Republiku Hrvatsku. Uključujući tzv. "ružičaste zone" uz linije bojišnice koje su nadzirale snage UN, a u kojima stanovništva nije bilo, RSK je obuhvaćala 13.913 km². O broju stanovnika je vrh RSK samo maglovito govorio: zna se da je u maksimalnom obuvatu područja pod srpskom kontrolom 1991. god. bilo na tom okupiranom području Hrvatske 549 083 stanovnika, od čega 287 830 (52,4 %) Srbi. Hrvati i drugi ne-Srbi su bili protjerani (ostalo ih je oko 16.000, koji su bili lišeni građanskih prava, te izloženi dovođenju u ropski položaj, fizičkom i psihičkom zlostavljanju, te nerijetko ubijani, naposljetku ih je početkom 1994. godine ostalo svega oko 8.000). Dio Srba s područja zahvaćenih pobunom koje je Hrvatska uspjela 1991. god. vratiti pod svoju vlast je utekao na područje RSK, ali se najmanje oko 100.000 Srba već do 1992. godine iz područja zahvaćenog pobunom iselio, uglavnom u Srbiju. Uglavnom, može se procijeniti da je na području RSK živjelo oko četvrt milijuna stanovnika, koji su skoro svi bili Srbi.
Od samih početaka se radilo na ujedinjenju Republike Srpske Krajine s područjima pod kontrolom Srba u BiH ("Republika Srpska", RS) u "Ujedinjenu Republiku Srpsku". Makar su RSK i RS vrlo blisko surađivale, te zajednički primale znatnu gospodarsku i vojnu podršku od Srbije (bez koje ne bi dugo opstale), zbog međunarodnih okolnosti do ujedinjenja nije došlo. Velika prepreka planiranom ujedinjenju proizlazila je iz činjenica da je između područja pod kontrolom Srba u BiH i Hrvatskoj postojalo oveće područje oko Bihaća, koje je bilo pod kontrolom Armije BiH: nastojanje srpskih snaga da eliminiraju tu enklavu i teritorijalno zaokruže svoje područje spriječeno je akcijama Hrvatske vojske i snaga HVO tijekom 1994. i 1995. godine, koje su okrunjene operacijom Oluja.
Republika Srpska Krajina je odbijala gospodarsku suradnju s Hrvatskom, koja bi očito bila uvjetovana provođenjem odluka Ujedinjenih naroda da se omogući povratak prognanicima na njihova ognjišta u "Krajini" i formiranjem lokalne vlasti uz poštovanje prijeratnih odnosa u stanovništvu. Tako je elektroenergetski sustav na tom području bio odsječen od onoga u preostalom dijelu Hrvatske: to je uzrokovalo poteškoće u opskrbi Dalmacije električnom energijom, ali ni približno kao poteškoća u opskrbi električnom energijom same "RSK" koja je bila vrlo oskudna uz stalna isključivanja napona. Vlasti RSK nisu dopuštale promet hrvatskim civilnim vozilima preko "svojeg" teritorija. Trgovina s hrvatskim gospodarstvom je bila rijetka i na razini šverca (često uz sudjelovanje pripadnika UNPROFOR-a): bez stalne potpore iz Srbije u tom području - koje je zapravo imalo malobrojno stanovništvo i koje je u gospodarskom smislu bio posve orijentirano na obližnje veće urbane centre u Hrvatskoj - gospodarski život bi posve stao. Vlasti RSK nisu svojim "građanima" (koji su svi bili građani Republike Hrvatske) dopuštali da pribave hrvatske putne isprave, niti da preko "granice" putuju do obližnjih gradova u Hrvatskoj - jednako kao što nisu prognanicima iz gradova i sela u "Krajini" dopuštali da iz tih hrvatskih gradova dođu obići svoj zavičaj i imovinu s koje su otjerani. Srbija je opstanku te paradržave "pomagala" između ostalog tako, što ni sama nije izdavala putne isprave stanovnicima RSK i što je hvatala na svojem području vojno sposobne "dezertere" s tog područja i vraćala ih na područje RSK.
U RSK nisu postojala praktički nikakva ljudska prava za stanovnike koji nisu etnički Srbi: Hrvati, Mađari i pripadnici drugih naroda (dakle, oko pola stanovništva) su uglavnom prognani 1991. god., a preostali manji broj uglavnom starijeg nesrpskog stanovništva je bio izložen samovolji, nasilju i povremenim pokoljima, kako se može vidjeti na primjerima pokolja u Baćinu iz listopada 1991., pokolja u Šašićima kod Knina 1992.,  pokolja u Polju i Lađevačkom Selištu kod Slunja 1992., pokolja u Medviđi kod Benkovca 1993. i pokolja u Zatonu Obrovačkom 1993.
Sva tri predsjednika Republike Srpske Krajine - Milan Babić, Goran Hadžić i Milan Martić - su kod Međunarodnog suda za ratne zločine počinjene na području bivše Jugoslavije osuđeni na dugogodišnje zatvorske kazne, zbog teških i masovnih ratnih zločina protiv ratnih zarobljenika i civilnog stanovništva. Slobodan Milošević, glavna politička figura R Srbije u vrijeme kada je nastala i postojala Republika Srpska Krajina, je pred istim sudom bio - među raznim drugim zločinima koji su se odnosili na ratovanje u BiH i Kosovu - optužen također i za zločine koje su se u nastojanju za formiranje i uspostavu granica RSK dogodili u Hrvatskoj: optužnica je obuhvaćala istrjebljivanje i ubojstva Hrvata i drugih ne-Srba u Dalju, Erdutu, Klisi, Lovasu, Vukovaru, Voćinu, Baćinu Saborskom, Škabrnji, Nadinu, Bruski i Dubrovniku, dugotrajno utamničavanje i konfinaciju tisuća civila Hrvata i drugih ne-Srba u zatvorskim objektima u Hrvatskoj i izvan nje, uključujući logore u Crnoj Gori, Srbiji i Bosni i Hercegovini, uspostavu i održavanje nehumanih uvjeta života za Hrvate i druge ne-Srba u tim zatvorskim objektima, uz njihova opetovano mučenje i ubojstva, prisilnu deportaciju najmanje 170.000 ne-Srba s područja RSK, te namjerno uništavanje domova i druge javne i privatne imovine, kulturnih institucija, povijesnih spomenika i svetišta hrvatskog i drugog ne-srpskog stanovništva. Suđenje nije okončano zbog smrti Miloševića u pritvoru u Haagu.
Zbog prekida gospodarske suradnje s Republikom Hrvatskom i uslijed ekonomskih sankcija nametnutih Saveznoj Republici Jugoslaviji kao vojnom i ekonomskom pokrovitelju RSK, stanje u gospodarstvu RSK bilo je teško već tijekom 1992. i početkom 1993.: u to vrijeme je oskudica osnovnih prehrambenih i higijenskih potrepština postala svakodnevicom. Vlade RSK krajem 1993. i početkom 1994. procjenjuje da je gospodarsko stanje „vrlo složeno ako ne i kritično”. Nakon uspjeha hrvatskih snaga u operacijama "Maslenica", "Medački džep", "Miljevci" i "Bljesak", u Operaciji "Ljeto '95" 25. do 30. srpnja 1995. godine su hrvatske snage - zauzevši čak oko 1.600 km2 teritorija kojega su do tada kontrolirale snage bosanskohercegovačkih Srba - u poluokruženje dovele glavno područje RSK oko Knina. Na dan kada je Hrvatska vojska 28. srpnja 1995. godine zauzela Glamoč i Grahovo u BiH, Vlada RSK proglasila izvanredno stanje. Vojska Jugoslavije nije bilo u stanju dovoljno pomoći, te je general Momčilo Perišić, glavni vojni zapovjednik SR Jugoslavije u Beogradu preporučio da se RSK treba suzdržati od vojnih akcija i prihvatiti sve međunarodne mirovne inicijative poput Plana Z4, koje je vodstvo RSK do tada odbijalo. U situaciji u kojoj je međunarodna situacija za Hrvatsku, kao i stanje Hrvatske vojske i države u cjelini bilo povoljno, a stanje oružanih snaga i cjelokupnog društva u RSK obilježeno konfuzijom i demoralizacijom (hrvatski obavještajci su, tako, presreli komunikaciju u kojoj časnik u Glavnom štabu Srpske Vojske Krajine opisuje kolegi iz Vojske Jugoslavije da je stanje u RSK kao u Berlinu 1945. godine), vrh Republike Hrvatske donio je 31. srpnja 1995. god. odluku da se pokrene Operaciju "Oluja", koja je u samo 3 dana 4.-7. kolovoza 1995. god. razriješila sudbinu Republike Srpske Krajine. Šef RSK Milan Martić je odmah 4. kolovoza u 16.25 sati potpisao odluku o evakuaciji srpskog stanovništva iz Krajine. "Evakuaciju sprovoditi planski, prema pripremljenim planovima, pravcima koji izvode prema Kninu i dalje preko Otrića prema Srbu i Lapcu", naložio je on. Sudbina zadnjih ostataka RSK na istočnim granicama Republike Hrvatske razriješena je uz posredovanje međunarodne zajednice u Mirnoj reintegraciji hrvatskoga Podunavlja 1996.-1998.

## Terminološke napomene
Ovdje vrijedi nešto reći o terminologiji:
- ne postoji zemljopisni entitet s kontinuitetom koji bi se nazivao «Krajina». Postojala je, od druge polovice 16. stoljeća do 1881. Vojna krajina, no to je pojam koji se koristio u kontekstu austrijske vojne uprave, te se nije koristio nakon ukidanja takve uprave središnjih vojnih vlasti iz Beča. Dok se za neke dijelove Dalmacije - Sinjska krajina, Cetinska krajina, Drniška krajina, Imotska krajina, Kninska krajina (dakle u području koje pretežnim dijelom uopće nije bilo obuhvaćena u RSK) - koristilo takve nazive, za Liku, Kordun, Banovinu, Baranju, te za razne dijelove Slavonije i Srijema se naziv "Krajina" ni u službenim dokumentima, ni u govornom jeziku baš nikad nije koristio.
- područje povijesne Vojne krajine bilo je natpolovično etnički hrvatsko u doba uoči ukidanja 1881. (a konfesionalno, koliko je provjerljivo, cijelo doba postojanja hrvatsko-slavonske krajine bijaše većinski katoličko). Preostali dijelovi RSK - dijelovi sjeverne Dalmacije u kojima su Srbi bili većina, kao i istočne Slavonije i Baranje u kojima su bili manjina - nikada nisu bili u sastavu Vojne krajine.
- u doba raspadanja SFRJ velikosrpski projekt, koji je pokušao stvoriti Veliku Srbiju na razvalinama Jugoslavije, kanio je zamišljenoj budućoj pansrpskoj državi pripojiti sva područja izvan ondašnje SR Srbije na kojima su Srbi etnička većina, ignorirajući međurepubličke granice koje su raspadom zemlje postale međudržavnima (poglavito one s Hrvatskom i BiH). U tu je svrhu kasnih 1980.-ih godina osmišljeno korištenje termina «Krajina» da bi se konstruirao svojevrsni povijesni legitimitet srpskim iredentističkim aspiracijama.

Ukratko, «Krajina» je termin osmišljen u sklopu srpskog ekspanzionističkoga projekta koji je pokušao spojiti tri sastavnice:
1. povijesnu Vojnu krajinu u kojoj su Srbi uvijek bili etnička manjina,
2. područja poput dijelova sjeverne Dalmacije u kojima su Srbi bili većina, no koja nisu bila dijelom Vojne krajine,
3. područja koja su graničila sa Srbijom i u kojima su Srbi bili znatna manjina. Ti teritoriji nisu bili dijelom Vojne krajine, niti su imali srpsku etničku većinu, no bili su, zbog blizine granice sa Srbijom, iskoristivi za vojnu agresiju iz države Srbije.

Cijeli je plan, razvidno je, imao jedan cilj: teritorijalno okljaštrenje hrvatske države i uključivanje odvojenih dijelova Hrvatske u zamišljenu proširenu Srbiju u za to pogodnoj budućnosti.

## Situacija do raspada SFRJ
Političko ponašanje srpskoga stanovništva od ukidanja Vojne granice 1881. do stjecanja samostalnosti Hrvatske 1991. mijenjalo se. Nakon razdoblja dosta skladnih odnosa, za banovanja Khuena-Hedervarya Srbi su postali oslonac mađaronske politike (tzv. «Khuenovi Srbi»). U Dalmaciji je pak, nakon suradnje hrvatskih i srpskih zastupnika u 1860-im godinama koja je rezultirala obaranjem talijanaške vlasti u dalmatinskim gradovima (Dubrovnik, Split, Šibenik,..), u 1880.-ima došlo do podjele na nacionalnoj osnovi i pregrupiranja srpskih sabornika u Dalmatinskom saboru, te početka njihove suradnje s talijanaškim iredentistima. Tako su se od osmoga desetljeća 19. stoljeća u cijeloj Hrvatskoj Srbi politički jasno profilirali kao etnicitet s pretenzijama najčešće suprotstavljenim hrvatskima.

### Suprotstavljene nacionalne ideologije
Uzroci polarizacije Hrvata i Srba leže u razvitku nacionalnih ideologija u drugoj polovici devetnaestoga stoljeća. Na etničkoj osnovi doseljenih Srba i posrbljenih pravoslavnih inorodaca, srpska nacija se u glavnoj mjeri oblikovala na crtama velikosrpske ideologije koju su formulirali Vuk Karadžić, Ilija Garašanin i dr., a koja je, potpuno formirana, kanila ujediniti sve Srbe u jednoj državi.
Hrvatska je nacija, koja se formirala otprilike u isto doba, svoju kristalizaciju ostvarila kroz dvije ideologije: ekskluzivno hrvatsku, koju je promovirala Stranka prava predvođena Antom Starčevićem i Eugenom Kvaternikom, te južnoslavensku, koju su snažnije oblikovali Franjo Rački i Josip Juraj Strossmayer. Obje ideologije imale su dubokoga korijena u hrvatskoj povijesti. Gledano post festum, južnoslavenska (jugoslavenska) ideologija često je protuslovno ocijenjivana, a prosudba se kretala između dva ekstrema: po jednima je ta ideologija dobar pokazatelj nezrelosti hrvatske političke elite i njene slabosti koja je utočište tražila u imaginarnim nadnacionalnim kombinacijama; po drugima je južnoslavenska ideologija izraz lukavstva hrvatskoga političkoga uma i predstavlja najbolji mogući izbor u situaciji ograničenoga manevarskoga prostora.
Bilo kako bilo, obje su se hrvatske nacionalne misli srazile sa srpskom, koja je bila jednostavna i jednoznačna: rušenje višenacionalne Habsburške monarhije i stvaranje svesrpske države bijaše strateški cilj, dok je taktika nalagala borbu za jačanje srpskoga nacionalnoga individualiteta kroz razne kompromise, bilo s Peštom, bilo Bečom, bilo Zagrebom. Cijela se situacija još više zakomplicirala na prijelazu 19. u 20. stoljeće, kada dolazi do snaženja jugoslavenskoga integralizma u Hrvatskoj, ali i u Srbiji, uglavnom među sveučilišnom omladinom, no i u krugovima literarno-humanističke inteligencije. Sve je to dovelo do privremenoga otupljivanja oštrice hrvatsko-srpskih sukoba i suradnje hrvatskih i srpskih političara i stranaka (najistaknutiji bijahu Frano Supilo, Ante Trumbić i Svetozar Pribićević). Neto rezultat je bilo priznanje političke individualnosti (nejasno definirane) hrvatskim Srbima i zajednički rad na cilju ujedinjenja južnih Slavena u nekoj nedefiniranoj budućnosti.
Hrvatski Srbi nisu pokazivali želju za teritorijalno-političkom autonomijom unutar Hrvatske, jer je zajednički cilj bila opća južnoslavenska država. Izbijanjem 1. svjetskoga rata položaj Srba u cijeloj zemlji se pogoršao (došlo je i do progona i raznih maltretiranja), a Hrvatsko-srpska koalicija, koju je vodio Svetozar Pribićević, postala je, različitim manevrima i kroz promjenljive okolnosti, glavnim političkim čimbenikom u aktu stvaranja države Slovenaca, Hrvata i Srba 1918.

### Prva Jugoslavija
Kao najutjecajniji operativni političar novonastale države, Pribićević je vodio politiku nasilnoga jugoslavenskoga unitarizma, što je u praksi značilo potiranje hrvatskih značajki i sloboda, gospodarsku eksploataciju Hrvatske, te je dovelo do opće zatrovanosti hrvatsko-srpskih odnosa. Sam Pribićević nije bio protagonistom velikosrpskih ideja, pa se vremenom sukobio sa srbijanskom političkom elitom i zasnovao savez sa Stjepanom Radićem, tzv. Seljačko-demokratsku koaliciju. Na terenu su ta vrludanja i napetosti imali raznorodne oblike: domaći Srbi su (nerijetko privilegirani) sudjelovali u vojno-policijskoj represiji nad Hrvatima, a u drugim su situacijama ulazili u saveze i koalicije protiv srbijanskih stranaka. Još su veću zbrku unijelo savezništvo dijela srbijanskih stranaka, jugoslavenskih komunista i više regionalnih stranaka, poglavito u 1930.-ima kada je glavni protivnik bio beogradski centralizam i omrznuta korupcionaška vlast.
Osnutkom Banovine Hrvatske po prvi je puta u moderno doba došlo do artikulacije srpskoga iredentizma u područjima Hrvatske u kojima su Srbi bili većina ili znatna manjina: jer granice banovina koje su obsezale Hrvatsku nisu mijenjane (jedini je izuzetak bila općina Dvor), pojavile su se (doduše prilično slabe) inicijative za izdvajanjem tih područja iz okvira Banovine Hrvatske.

### Drugi svjetski rat
Izbijanje rata, slom Jugoslavije i nastanak NDH doveli su do posve novoga stanja: ustaški progon i pokolji Srba na praktički cijelom području NDH rezultirali su vojnim sukobom znatnoga dijela Hrvata i Srba tijekom 1941., i to najviše u krajevima u kojima su živjeli izmiješani. Srbi u Hrvatskoj su se digli protiv NDH vođeni različitim motivima: golom samoobranom, borbom za ostvarenje velikosrpske države, kao i borbom za federalnu jugoslavensku državu predvođenu komunistima. Ovi posljednji su prevladali u većem dijelu Hrvatske, s izuzetkom jugoistočne Like i sjeverozapadne Dalmacije u kojima je bio dominantan četnički utjecaj. Znak svojevrsne autonomnosti bijaše klub srpskih vijećnika ZAVNOH-a, hrvatske komunističke vlade, dok je prijedlog srbijanskog partijskoga čelnika Moše Pijade za uspostavom srpske autonomne jedinice u Hrvatskoj jugoslavenski vođa Josip Broz Tito rezolutno odbio jer je komunistička nacionalna politika polazila od toga da teritorijalno-politička autonomija može doći u obzir samo tamo gdje živi veći dio pripadnika naroda koji nisu južni Slaveni.

### Razdoblje druge Jugoslavije
Svršetak rata Srbi su u Hrvatskoj dočekali s postotno većim gubitcima od Hrvata, a dio ih je uskoro i koloniziran u Vojvodinu na napuštena ili rekvirirana imanja njemačkoga stanovništva. U razdoblju do početka raspadanja Jugoslavije sredinom 1980-ih Srbi su tvorili 11 – 14 % pučanstva (blizu 12 % godine 1991.) Socijalističke Republike Hrvatske.

### Velikosrpski projekt
Velik je dio Srba migrirao u gradove s hrvatskom većinom, pa je uoči razmahivanja velikosrpskoga pokreta na čelu sa Slobodanom Miloševićem situacija bila sljedeća: Srbi su bili većina u 11 općina, koje su činile prekinuti luk od sjeverne Dalmacije (Obrovac) do Banovine (Dvor). U tim je rijetko naseljenim općinama živjelo manje od 25 % hrvatskih Srba, no samo je područje bilo dosta prostrano, tako su stratezi pansrpskoga pokreta zamislili da na temelju činjenice što manje od 3 % stanovništva Hrvatske čini etnički srpsku većinu na oko 15 – 20 % teritorija zemlje pokrenu iredentističku pobunu koja bi, u minimalnoj verziji, esencijalno raskolila hrvatsku državu i onemogućila njeno funkcioniranje.
Zahvaljujući memoarskim djelima samih protagonista projekta pokušaja stvaranja pansrpske države (Borisav Jović, Veljko Kadijević), te vojnim raščlanama stupnjeva realizacije toga cilja (Davor Domazet), dovoljno je jasna opća slika nastanka «Republike Srpske Krajine» - što je pojava neodvojiva od procesa koji su rastočili SFRJ.
Poslije Titove smrti i pobune Albanaca na Kosovu, u sljedećim je godinama došlo do jačanja međunacionalnih napetosti i polarizacija, što je nakon srpske ideološke homogenizacije (Memorandum SANU) dovelo do dolaska Slobodana Miloševića na vlast 1987. Po više pokazatelja, dio je srpskoga vrha JNA još sredinom 1980-ih pripremao razne varijante ili državnoga prevrata, ili amputacije većega dijela Hrvatske u scenariju zamišljenoga raspada (crte na kojima su se odvijali vojni manevri frapantno su se poklapale s Moljevićevom granicom Velike Srbije). Opcije koje bijahu na raspolaganju su sljedeće, silaznim redom poželjnosti:
- centralistička Jugoslavija s ukinutim (kon)federalnim elementom kod odlučivanja
- »Srboslavija«, tj. centralistička Jugoslavija u kojoj dominiraju Srbi- bez etnički homogene Slovenije
- optimalna Velika Srbija u koju su od republika zapadno od Drine uključene cijela Bosna i Hercegovina i oko 65 % Hrvatske (linija amputacije Virovitica – Karlovac – Karlobag)
- proširena Srbija koja uz cijelu ili bar većinsku BiH uključuje i svih 11 općina sa srpskom većinom

Problem s ovom zadnjom opcijom je bilo postojanje općine Slunj sa 65 % Hrvata, a koja je prekidala teritorijalni kontinuitet luka većinski srpskih općina od sjeverne Dalmacije do Banovine, kao i činjenica da u još 18 općina u Hrvatskoj, od njih ukupn 115, Srbi tvore 10 – 50 % pučanstva - dakle, ne većinu, no nezanemarivu manjinu.

### Pokretanje velikosrpskog projekta u Hrvatskoj 1989. godine
Konsolidacija svesrpskoga pokreta rezultirala je prvim jačim iskazivanjem lojalnosti srpskoga stanovništva u Hrvatskoj Slobodanu Miloševiću. Tako 28. veljače 1989. u Kninu dolazi do prosvjeda protiv navodne hrvatske i slovenske potpore «albanskom separatizmu». Iste godine, 9. srpnja, kod pravoslavnog manastira Lazarica na Kosovu polju kod Knina organiziran je veliki miting potpore Miloševiću, popraćen velikosrpskim parolama (Ovo je Srbija, Ne damo te, zemljo Obilića...). Tijekom mitinga došlo je do incidenta u kojem je iz zasjede ubijen policajac iz Drniša, 14 mitingaša je uhićeno, a područje je efektivno bilo izvan jurisdikcije hrvatskoga SUP-a. Godine 1990. dolazi do srpskih mitinga u Karlovcu (4. veljače) i Petrovoj gori (4. ožujka), uz nacionalističke parole i ikonografiju, prijetnje ondašnjem hrvatskom komunističkom vodstvu i pozive na ubojstvo Franje Tuđmana, tada još samo predsjednika HDZ-a u tek raspisanim višestranačkim izborima.
17. veljače 1990. u Kninu je osnovan SDS kao stranka Srba u Hrvatskoj. Dana 14. svibnja 1990. JNA oduzima Hrvatskoj oružje Teritorijalne obrane, kojim se moglo naoružati oko 240.000 ljudi (oko 200.000 pušaka, 1.400 minobacača i 500 različitih dugih cijevi), te iz toga arsenala počinje naoružavanje lokalnih Srba u mjestima koja su predviđena za potencijalnu pobunu ako Hrvatska ne poklekne pred zahtjevima za promjenu Jugoslavije u centralističku državu.
Cijela je srpska politika od demokratskih izbora u Hrvatskoj i Sloveniji (i, kasnije, u ostalim republikama SFRJ) bila fokusirana na slamanje volje Hrvata za samostalnošću, pri čemu su glavne poluge pritiska bile JNA i srpska nacionalna manjina u Hrvatskoj. Aranžirani su incidenti, širenjem glasina i panike medijski se pripremalo srpsko pučanstvo za vojni sukob, a političke organizacije hrvatskih Srba išle su, slijedeći naputke iz Beograda, za radikalizacijom stavova: 30. svibnja 1990. SDS suspendira odnose s Hrvatskim saborom; 25. srpnja dolazi do velikog mitinga u mjestašcu Srb u Lici na kojem je objelodanjena Deklaracija o suverenosti i samostalnosti Srba u Hrvatskoj; 17. kolovoza počinje «balvan revolucija» u Kninu i okolici, kojom se udarilo na hrvatski turizam i gospodarstvo u cjelini - JNA je spriječila intervenciju helikoptera hrvatske policije.
U kolovozu je održan monoetnički referendum kojim su Srbi u područjima u kojima su tvorili većinu glasovali za autonomnu regiju u Hrvatskoj. Taj referendum, na kojem je 99,7 % sudionika glasovalo «za», Hrvatski je sabor odbacio zbog neustavnosti. Dana 30. rujna 1990. «krajiški» Srbi, tj. Nacionalno vijeće srpskog naroda Krajine proglasilo je «autonomiju srpskog naroda na osnovu etničkih i povijesnih granica u kojim živi unutar granica Republike Hrvatske kao federalne jedinice Socijalističke Federativne Republike Jugoslavije». 18. kolovoza 1990. Srbi u Gračacu, Obrovcu, Benkovcu, Korenici i drugdje napadaju policijske postaje, što se može računati kao službeni početak pobune, pa i rata u Hrvatskoj.

## Stvaranje Republike Srpske Krajine
Prvi je vođa hrvatskih Srba, još u doba raspadanja komunizma, bio psihijatar i član SANU Jovan Rašković. No, iako je sam u nemaloj mjeri doprinio radikalizaciji situacije, Rašković nije smatran za dovoljno odlučnog vođu, a po nekim podatcima nije bio ni do kraja slijepi provoditelj Miloševićeve politike. Stoga je zamijenjen tipičnim poslušnicima poput kninskoga zubara Milana Babića i policajca Milana Martića. Babićeva samoproglašena vlada objavila je osnutak «Srpske autonomne oblasti Krajina» (SAO Krajina) 21. prosinca 1990., dok je 1. travnja 1991. vlada «SAO Krajine» objavila da se odvaja od Hrvatske i priključuje Srbiji. Također, lokalni vođe srpskih zajednica u istočnoj Hrvatskoj (u zapadnoj i u istočnoj Slavoniji, te Baranji), koje su postupno postale područja izvan hrvatske jurisdikcije, objavili su da se one priključuju «SAO Krajini».

### Srpski vojni plan
Radikalizacija stanja je bila od samoga početka orkestrirana od pansrpskoga pokreta kojem je čeonikovao Slobodan Milošević. Sudeći prema iskazima sadržanima u knjizi jugoslavenskoga generala Veljka Kadijevića «Moje viđenje raspada» iz 1993., plan je bio sljedeći: krajem rujna je trebalo «poraziti hrvatsku vojsku potpuno ako situacija dozvoli...ostvariti puno sadejstvo sa srpskim ustanicima u Srpskoj Krajini; omogućiti dovršenje izvlačenja preostalih delova JNA iz Slovenije.». Plan je operacije predviđao da se već uporabljenim sredstvima JNA doda još 15 do 18 oklopnih, mehaniziranih i pješačkih brigada kopnene vojske. Prema Kadijeviću:
«Ideja manevra sadržavala je sledeće osnovne elemente: - potpuno blokirati Hrvatsku iz vazduha i s mora; - pravce napada glavnih snaga JNA što neposrednije vezivati za oslobođenje srpskih krajeva u Hrvatskoj i garnizona JNA u dubini hrvatske teritorije. U tom cilju ispresecati Hrvatsku na pravcima Gradiška-Virovitica; Bihać-Karlovac-Zagreb; Knin-Zadar; Mostar-Split... jakim snagama iz rejona Herceg Novi-Trebinje, blokirati Dubrovnik s kopna i izbiti u dolinu Neretve i na taj način sadejstvovati snagama koje nastupaju na pravcu Mostar-Split; - nakon dostizanja određenih objekata, obezbediti i držati granicu Srpske Krajine u Hrvatskoj».
Iz navedenoga je zorno da je cilj bila potpuna okupacija Hrvatske, kapitulacija hrvatskoga vodstva i prihvaćanje svih srpskih zahtjeva. Operacija je doista i počela u rujnu 1991., no od nje se moralo odustati zbog slabog odziva vojnika (kako novaka, tako i rezervista) u Srbiji i BiH. Prilično uspješna mobilizacija među pobunjenim hrvatskim Srbima, kao i u Crnoj Gori, nije mogla nadoknaditi manjak ljudstva. Slab odaziv rezervista u početnim fazama provedbe plana te jačanje hrvatskih obrambenih snaga prisilili su srpsko vodstvo, koje je i upravljalo cijelom operacijom, na promjenu strategije. Dok je prvotni plan bio zapravo vojno-intervencionistički, s nasilnim svrgavanjem demokratski izabrane hrvatske vlasti kao nužnim dijelom, druga se i konačna inačica svela na goli rat za zemlju i teritorij, kojih integralni dio bijaše etničko čišćenje i progon Hrvata sa zacrtanih područja, te esencijalno rat protiv hrvatskoga naroda u svim krajevima Hrvatske.

### Tijek agresije
Sam tijek događanja je bio prilično brz: cijela se operacija pokušaja podčinjavanja ili komadanja Hrvatske odigrala, sve većim intenzitetom, u nekoliko koraka:
- u pripremnom razdoblju, otprilike od prijelaza 1988. na 1989. do «balvan revolucije» u ljeto 1990. traju pokušaji provociranja hrvatskih vodstava i traženja saveznika u hrvatskoj političkoj eliti za rušenje vlasti u Hrvatskoj
- od ljeta 1990. do samoproglašenja «SAO Krajine» u travnju 1991. i slovenskoga rata u lipnju i srpnju 1991. JNA i lokalna srpska vodstva u Hrvatskoj orkestriraju niz sukoba i incidenata ne bi li se dobilo povoda za vojnu intervenciju JNA s ciljem rušenja hrvatske vlasti. Dolazi do postupnoga kliženja u ratno stanje na više hrvatskih područja, srpsko-JNA odcjepljenja dijelova Hrvatske izvan državne jurisdikcije, stvaranja paradržavnih i paralelnih institucija vlasti teledirigiranih iz Beograda, maltretiranja i, gdje je god to bilo moguće, progona Hrvata s teritorija unutar zamišljenih granica Velike Srbije
- poslije slovenskoga rata agresija združenih snaga JNA, lokalnih hrvatskih Srba, te dobrovoljaca iz Srbije, Crne Gore i Bosne i Hercegovine (nekoliko tisuća ljudi, možda i desetaka tisuća), integriranih u zapovjedno-operativni sustav JNA (koja je u međuvremenu transformirana u velikosrpsku vojsku). Rat na području Hrvatske, te u rubnim dijelovima Bosne i Hercegovine, dosiže vrhunac u razdoblju od srpnja do prosinca 1991. Vojne su operacije, kao i cijela situacija, obrađeni u tekstu o Domovinskom ratu.

Osnovne su značajke razdoblja vojne agresije sljedeće:
a) JNA je ušla u rat praktički svim raspoloživim snagama (angažirala je 4 od 6 postojećih oklopnih brigada i 10 od 11 mehaniziranih), no, zbog više činitelja, od kojih su najvažniji bili otpor hrvatskoga naroda, uspješna strategija hrvatskoga vodstva, slab borbeni moral srbijanskih postrojbi te zbrka u zapovijedanju mješavinom JNA kao organizirane vojske, lokalnih snaga pobunjenih Srba koje su prerastale u novu vojsku i paravojnih dobrovoljačkih postrojbi iz Srbije i Bosne i Hercegovine - nije ostvaren velikosrpski projekt. Okupirano je 26 % područja RH, a sama je agresija, kao i uspostava novoga sustava vlasti na svim razinama (vojnoj, policijskoj, gospodarskoj, monetarno-financijskoj, ideološkoj) upravljana iz Srbije pod kontrolom Slobodana Miloševića. Taj su dio samozvane vlasti locirane u Kninu (Milan Babić, Milan Martić) proglasile 19. prosinca 1991. za Republiku Srpsku Krajinu kojoj su se priključila u veljači 1992. okupirana područja u zapadnoj i istočnoj Slavoniji.
b) od oko 580.000 Srba koliko je živjelo u Hrvatskoj 1991., velik je broj bio zahvaćen ideologijom srpskoga ekspanzionizma i komadanja Hrvatske - što je uglavnom opravdavano formulom da Srbi kao nacija imaju pravo na samoodređenje, bez obzira na republičke granice, te da svi Srbi žele i trebaju živjeti u jednoj, vlastitoj nacionalnoj državi. Iako je proteklo dosta vremena, još nije dovoljno jasno koliki je dio hrvatskih Srba sudjelovao u agresiji Srbije i JNA na Hrvatsku. Glede samih Srba u Hrvatskoj, događalo se nekoliko simultanih procesa: većina se Srba na područjima u kojima su činili etnički majoritet priključila velikosrpskom projektu, dok se manjina, ne želeći sudjelovati u tom, raselila u druge dijelove Hrvatske, u Srbiju, Crnu Goru, Sloveniju i druge europske i izvaneuropske zemlje. U narastajućem sukobu, hrvatski Srbi na područjima u kojima bijahu u manjini ponašali su se različito: dio je na područjima koja graniče sa zacrtanom «RSK» također ušao u mašineriju agresije; dio je emigrirao; dio se priključio hrvatskim vojnim snagama. Također, određeni je broj, bilo ideološki motiviran, bilo kao reakcija na maltretiranja i prijetnje koje su se zbivale na teritoriju pod kontrolom hrvatskih vlasti - a do kojih je dolazilo ili kao reakcija na srpsku agresiju ili kao izraz šovinističke netrpeljivosti i koristoljublja - prešao na područje «RSK». U svim tim komešanjima može se reći da je neto rezultat bio da je na ozemlju «RSK» 1992. bilo oko 200.000 ljudi, skoro isključivo Srba, dok je dijelu Hrvatske pod nadzorom vlade u Zagrebu ostalo 150.000-180.000 Srba. Preostali dio je iselio u Srbiju, zapadnu Europu i druge zemlje.
c) samo je stvaranje «RSK» dovelo do etničkih progona i izbjeglištva: u 1991. Hrvatska je imala preko 550.000 prognanika i izbjeglica, te još 150.000 izbjeglica u inozemstvu. Došlo je do pravoga egzodusa Hrvata s područja izloženoga agresiji, poglavito hrvatskoga Podunavlja, Banovine, Like, Korduna, sjeverne Dalmacije i dijelova Slavonije. Od početka 1992. velik se dio ljudi vratio, no prognanici Hrvati iz «RSK» nisu: još 1995., uoči »Oluje», broj prognanih Hrvata bio je blizu 200.000, uz oko 60.000 u inozemstvu.
d) ponašanje tzv. međunarodne zajednice i velikih sila bilo je, pretežito, na crti potpore očuvanju Jugoslavije i blokadi pokušaja Hrvatske da se naoruža i slomi srbijansku agresiju, što je izraženo u rezoluciji Vijeća sigurnosti. Za pregovarače na terenu, poglavito Cyrusa Vancea i lorda Carringtona, velik dio hrvatskoga javnoga mnijenja drži da su efektivno pomagali srbijanskoj agresiji.
U siječnju 1992. predsjednici Tuđman i Milošević potpisali su prekid vatre, pa je došlo do primjene tzv. Vanceova plana, nazvanog po američkom diplomatu Cyrusu Vanceu. Po tom su planu Ujedinjeni narodi trebali preuzeti privremenu vlast nad okupiranim hrvatskim područjem. Značajke plana bijahu: podjela područja u četiri tzv. UNPA (United Nations Protected Area) zone; povlačenje JNA iz tih zona; povratak prognanika u domove; zaštita ljudskih, građanskih i nacionalnih prava na područjima pod zaštitom Ujedinjenih naroda. Postrojbe UN-a, porijeklom iz više zemalja (Finska, Irak, Danska, Francuska, Nigerija, Kanada, Rusija...) bile su organizirane u UNPROFOR (United Nations Protection Force)- tzv. zaštitne snage Ujedinjenih naroda, s početnim mandatom od godine dana.
30. ožujka 1994. potpisan je Zagrebački sporazum o prekidu vatre, a 2. prosinca iste godine Gospodarski sporazum o obnavljanju prometnih, opskrbnih i infrastrukturnih veza. To su bila jedina dva uspješna sporazuma između Hrvatske i pobunjenih Srba.

### Dvovlašće 1992. godine
Prvi predsjednik RSK Milan Babić je od 27. prosinca 1991. preuzeo također i dužnost predsjednika Vlade RSK. Dana 26. veljače 1992. god. je u skupštini smijenjen, jer je odbio "Vanceov plan" o dolasku mirovnih snaga UN-a na područje RSK. Milan Babić i njegovi sljedbenici više mjeseci nisu prihvaćali tu smjenu i nisu htjeli kao novog predsjednika vlade priznati Zdravka Zečevića, te su do ožujka 1992. istodobno u RSK djelovale dvije "vlade".

### Odlučujući značaj vojne i gospodarske potpore iz Srbije
Od samih početaka je Srbija (tada: "Savezna Republika Jugoslavija") pružala odlučujuću podršku pobunama Srba u Hrvatskoj i BiH. Postrojbe pobunjenih Srba su efektivno predstavljale brigade i korpuse vojnih snaga Jugoslavije, koje su čitavo vrijeme rata popunjavane zapovjednim kadrom koji je dolazio iz Srbije i bile podupirane na svaki drugi način: tako je primjerice samo u prvoj polovini 1994. godine iz Srbije ustupljeno snagama bosanskih i hrvatskih Srba 3.640 tona raznog streljiva. Krajem 1994. godine, prezentirajući "Prijedlog financijskog plana RSK za 1995." predsjednik "Vlade RSK" Borislav Mikelić jasno iznosi da je “logistika RSK ipak Jugoslavija i naravno Srbija”.

## Procjene broja stanovnika
Jedna od teško provjerljivih varijabli je broj stanovnika «RSK». Po podatku koji se nalazi na službenoj stranici MKSJ-a, etnički raspored uoči rata je bio sljedeći:
|               | UNPA zone Sjever i Jug | UNPA sektor Zapad | UNPA sektor Istok |
| Srbi          | 168.437 (67 %)         | 14.161 (60 %)     | 61.492 (32 %)     |
| Hrvati        | 70.708 (28 %)          | 6864 (29 %)       | 90.454 (47 %)     |
| ostali        | 13.101 (5 %)           | 2577 (11 %)       | 40.217 (21 %)     |
| (Izvor: MKSJ) |                        |                   |                   |

Po ovim je brojkama 1991. na četiri UNPA sektora živjelo 168,026 Hrvata, 244.090 Srba i 55.895 hrvatskih državljana drugih nacionalnosti.
No, to se razlikuje od brojaka koje su objavljene u službenim hrvatskim glasilima - a koje su u pogledu UNPA sektora Zapad obuhvaćala i područje Pakraca i Daruvara na kojem su se nalazile snage UN, ali koje je bilo pod kontrolom hrvatskih civilnih vlasti - a koje iznose:
|        | UNPA zone Sjever i Jug | UNPA sektor Zapad | UNPA sektor Istok |
| Srbi   | 169.906 (67 %)         | 35.206 (35 %)     | 57.208 (30 %)     |
| Hrvati | 69.646 (28 %)          | 43.063 (43 %)     | 92.398 (49 %)     |
| ostali | 13.183 (6 %)           | 21.183 (21 %)     | 35.578 (21 %)     |

Po hrvatskim je podatcima na području četiri UNPA sektora prije rata živjelo 205.107 Hrvata, 258.320 Srba i 72.944 hrvatska državljana drugih nacionalnosti.
Uzmu li se u obzir svi mogući elementi demografskih promjena kod srpskoga pučanstva: iseljavanje iz UNPA sektora, useljavanje iz krajeva RH pod legitimnom vlašću, useljavanje iz Srbije i BiH (nelegalno, zbog drugoga državljanstva), broj popisanih srpskih izbjeglica u Srbiji i Crnoj Gori u prvoj polovici 1990-ih, broj popisanih iseljenika u zapadnoj Europi - potpuno je nemoguće da je broj stanovnika «RSK» bio takav kakvim su ga prikazivali provizorni «krajinski» popisi, a koji govore o preko 400.000 stanovnika «RSK» (katkad i preko 450.000), mahom Srba.
Ako dodamo tomu da je po procjenama hrvatskih vlasti nakon «Oluje» izbjeglo sve skupa oko 130.000 - 140.000 stanovnika iz UNPA zona Sjever i Jug, a po procjeni UN-a između 150.000 i 200.000 stanovnika, nameće se podatak da se broj ljudi na okupiranim hrvatskim područjima ustrojenima u 4 UNPA sektora kretao od 200.000 do 250.000. Također, podatci o broju nesrpskoga stanovništva na okupiranim područjima potvrđuju hrvatska izvješća od tom da je u prvoj polovici 1995. Hrvatska imala 200.000 prognanika s područja RH koji su bili raspoređeni unutar države, uz još 60.000 koji su bili prihvaćeni u inozemstvu: «RSK» je bila posve negostoljubiva ne samo prema Hrvatima, nego prema svima koji nisu bili Srbi, te su izuzev manjeg broja starijih ljudi (koji su nerijetko živjeli kao pravi robovi svojih srpskih susjeda, te bili izloženi zlostavljanju i ubojstvima) i jednog broja osoba u brakovima s etničkim Srbima, skoro svi ne-Srbi morali otići s tog područja.

## Prikaz RSK do nestanka
Tijekom tri i pol godine, na hrvatskim su se okupiranima područjima pod nominalnom zaštitom UNPROFOR-a odvijali sljedeći procesi:
UNPROFOR nije izvršio svoje osnovne zadaće, pa su se lokalni Srbi angažirali na nekoliko polja koje bijahu u suprotnosti s bilo kakvim mirovnim projektima; na područjima pod «nadzorom» UNPROFOR-a ubijeno je oko 600 Hrvata, najviše staraca i starica; srušeni su do kraja praktički svi katolički vjerski objekti i uništeni i opljačkani hrvatski kulturni spomenici-muzeji, arhive, arheološki spomenici, dok su bila ugrožena i najveća prirodna blaga RH kao Plitvička jezera i Kopački rit.
O razlozima neučinkovitosti UNPROFOR-a postoje različite prosudbe – po jednima je to bio posljedak parazitiranja i dobre plaćenosti samih snaga UN-a, koje u povijesti nijedan sukob nisu dovele do pravednoga kraja, nego su samo cementirale stanje na terenu jer im je ostanak ad infinitum odgovarao zbog materijalnih povlastica; po drugima radilo se o svjesnoj politici koja je, teledirigirana od srpskih političkih simpatizera (Rusija, Britanija, Francuska), smjerala iscrpljivanjem i odugovlačenjem prisliti Hrvatsku na gradualnu kapitulaciju.
Budući da su se u svibnju i lipnju srpske snage na UNPA zonama osjećale zaštićenima odbile su se razoružati i svesti na razinu policijskih snaga; vojno su se angažirale u napadima na Bihaćki džep i proboju Posavskoga koridora; nastavili su granatirati hrvatske gradove (Zadar, Gospić, Karlovac, Sisak, Novu Gradišku, Osijek, Vinkovce,..); nastavljena je politika stvaranja srpske države na tlu UNPA područja preko jačanja institucija «Republike Srpske Krajine» i odbijanja ili opstruiranja pregovora s hrvatskim državnim vlastima; intenzivirana je pljačka hrvatskoga gospodarstva, najvidljivije u sektoru Istok gdje su lokalne paravojne postrojbe predvođene Željkom Ražnatovićem-Arkanom crpile i krijumčarile naftu iz postrojenja u Đeletovcima, te pljačkale vinarske podrume u Erdutu.

### Krajiško gospodarstvo
Gospodarski život na četiri UNPA zone u tih je tri i pol godine okupacije bio praktički zamro: osim eksploatacije navedenih područja, u postojećim zauzetim proizvodnim pogonima (Gavrilović u Petrinji, TVIK u Kninu, Pamučna predionica u Glini,..) nije bilo iole značajnije gospodarske aktivnosti, dok se o pokretanju novih pogona nije ni mislilo. Poljodjelstvo je bilo na niskoj razini, prometna infrastruktura je propadala, građevinska je djelatnost bila skoro nepostojeća, stopa nezaposlenosti tolika da ju bijaše besmisleno ocjenjivati u racionalnim ekonomskim kategorijama.
Cijela je «Krajina» ostavljala dojam politički napuhanoga projekta održavanoga, koliko-toliko, nadom da će splet srbijanske pomoći i međunarodne opstrukcije hrvatske želje za integracijom UNPA područja trajati do neke neodređene, po mogućnosti «vječne» budućnosti. Jedan od pokazatelja neodrživosti «RSK» je i praktički nikakva gospodarska djelatnost- samo 1993. ondašnja SR Jugoslavija dala je za održanje te tvorevine milijardu i dvjesto sedamdest milijuna US $ (1.270 milijuna US $). U «RSK» je vladala hiperinflacija domaćega dinara- platežnoga sredstva nepriznatoga igdje drugdje.

### Politički život
Na lokalnom su se planu nastavili obračuni političkih čelnika pripadnika ove ili one struje, pristaša i protivnika Miloševića i/ili Šešeljevih radikala (često motivirani osobnim materijalnim interesima). Na vlasti su se smjenjivali, u ovisnosti o lojalnosti Miloševiću Goran Hadžić, Milan Babić i Milan Martić. Sam je srbijanski predsjednik igrao dvostruku igru: pokušavao je, koliko je mogao, održati «RSK» i sprječavao njenu integraciju u hrvatski društveno-pravni poredak, kaneći slabiti i iscrpljivati RH u najvećoj mogućoj mjeri; s druge je strane, svjestan nerealnosti pružanja vojne potpore u vidu ulaska u mogući totalni rat s Hrvatskom i pritisnut međunarodnim gospodarskim sankcijama i spoznajom o nepovrjedivosti međunarodnih granica kako ih je definirala Badinterova komisija, odbijao formalnu integraciju sa srpskim političkim tvorevinama u Hrvatskoj i Bosni i Hercegovini.

### Zločini nad nesrpskim stanovništvom
Kontrola RSK nad dijelom teritorija Republike Hrvatske uspostavljana je uz protjerivanje skoro cjelokupnoga nesrpskog pučanstva. Manji broj stanovnika ne - Srba bio je izložen nasilju, do ubojstava. Tako je primjerice na području Slunja, nakon uspostave kontrole RSK 16. studenog 1991. godine provedeno čišćenje skoro cjelokupnog - na tom području većinskog - hrvatskog pučanstva; njih oko 13 tisuća. Narednih nekoliko mjeseci su vojne postrojbe RSK pobile 213 civila - starijih muškaraca, žena, djece - te je čak i nakon dolaska UNPROFOR-a u proljeće 1992. godine nastavljeno ubijenje malog broja preostalog civila, te je narednih godina do Operacije Oluja 1995. godine pobijeno još 52 civila.

### Nestanak RSK
Jačanje Hrvatske (iako usporeno zbog hrvatsko-muslimanskoga sukoba u BiH 1993. – 1994.) na svim poljima, te slabljenje Srbije i njenih depandansi, pogotovo u 1994. i kasnije, dovelo je do vojnoga sloma i nestanka «RSK». Vojska «RSK» (službeno nazvana Srpska vojska Krajine) imala je 1994 i 1995. oko 50. – 60.000 ljudi, od toga oko 40.000 u UNPA zonama Sjever i Jug, oko 15.000 u sektoru Istok, te oko 8.000 u sektoru Zapadna Slavonija. Dobro naoružana, ta je vojska ipak dijelila sudbinu ukupnoga stanovništva što se očitovala u demoralizaciji, iscpljenosti i besperspektivnosti. Nakon nekoliko vojnih operacija u kojima je Hrvatska načela područje pod vlašću «RSK» (Maslenica, Medački džep)- u svibnju 1995. nestala je bivša «Sao Zapadna Slavonija» (Operacija Bljesak), a u kolovozu 1995. glavno područje «Krajine»  u Oluji. U obje je posljednje operacije, zajedno s vojskom, pobjeglo praktički sve srpsko pučanstvo- po većini procjena, zajedno oko 150.000-200.000 ljudi iz triju UNPA sektora. Posljednji je sektor, Istok, koji je pokrivao Baranju, dio Srijema i najistočniji dio Slavonije, mirno integriran u pravni sustav RH 1998., nakon sporazuma u Daytonu 1995. i Erdutu- proces je proveden pod nadzorom postrojbi UN-a nazvanih UNTAES.

## Evakuacija srpskog stanovništva prema Odluci br. 2-3113-1/95 od 4. kolovoza 1995.
Premda su tijekom Operacije Oluja u kolovozu 1995. godine preko radija i televizije opetovano prenošeni pozivi Predsjednika RH Franje Tuđmana građanima srpske narodnosti da ostanu u Hrvatskoj, pretežni dio Srba na poziv vodstva RSK pridružio se evakuaciji i tada napustio to područje. U Hrvatskoj je ostalo oko 10.000 Srba s tog područja, a kasnije se vratio znatno veći broj.
U obavještajnom izvješću od 3. kolovoza 1995. god., nakon što su hrvatske snage tijekom prethodnih mjeseci dovele Knin u poluokruženje (akcije “Zima '94.”, “Skok-1”,  “Skok-2” i  “Ljeto '95.”), procjenjuje obavještajna služba RSK da među građanima "postoji element panike, ali još uvek kontrolisane. Građani najviše optužuju vlast odnosno politički vrh RSK, te smatraju da je njihovom nebrigom i javašlukom došlo do teških posledica. Postoji nada da nismo ostavljeni i cene kao zadnja mogućnost da će pomoć dobiti od SRJ. Građani cene da nismo u mogućnosti da se sami odbrane te ako nisu u mogućnosti dobiti značajniju pomoć SRJ da je bolje da se narod preseli na druga područja nego da dođe u okruženje i izgine."
Zapovijed o evakuaciji Srba iz RSK br. 2-3113-1/95 potpisao je predsjednik RSK Milan Martić 4. kolovoza 1995. god. u 16,45 sati. Zapovijed je komunicirana vodstvu Civilne zaštite, predstavnicima snaga UNCRO prisutnima u Kninu, te je pročitana na radiju. U prvoj fazi bila je predviđena evakuacija svog neborbenog stanovništva s područja Sjeverne Dalmacije i Gračaca (Lika), prema Srbu, Lapcu i drugim mjestima na sjeveru. Telefonske veze nisu funkcionirale, te je bilo dosta straha i konfuzije, pa su na nekim mjestima nastajale gužve i dezorganizacija.
Evakuacija je provedena u skladu s unaprijed pripremljenim planovima, koji su postojali za svaku općinu u RSK.
Broj izbjeglih (evakuiranih) Srba različito se procjenjuje. Na području zahvaćenom "Olujom" živjelo je prije rata 168 tisuća Srba, te hrvatski izvori govore o brojci od 90.000 ljudi (zacijelo ti podatci ne obuhvaćaju vojni personal SVK, koji je imao oko 40.000 ljudi), UN o 150.000, a srpski izvori učestalo govore o 200.000-250.000 izbjeglih Srba (dakle, bitno više od broja Srba koji je tamo živio prije rata, tijekom kojega je bilo dosta poginulih i pomrlih, te je bilo dezerterstva i drugog iseljavanja).
Tijekom "Oluje" hrvatske snage nisu srušile niti jedan vjerski (pravoslavni) objekt. No, u razdoblju nakon završetka akcije zabilježena su kriminalna djela ubojstva iz osvete ili koristoljublja nad većim brojem preostalih Srba, kao i znatno paljenje napuštenih kuća i drugih objekata. Prema hrvatskim izvorima nakon Oluje nestalo je nekoliko stotina građana srpske narodnosti, dok srpski često iznose broj o 2.500 nestalih Srba: dr. Andrija Hebrang, koji je u vrijeme "Oluje" bio ministar zdravstva i socijalne skrbi u Vladi RH, ocjenjuje tako visok broj kao očitu manipulaciju. Na hrvatskim je sudovima optuženo 1.949 počinitelja raznih kaznenih djela prema Srbima i njihovoj imovini. Od okrivljenih, njih 1.492 je proglašeno krivima, od čega njih 26 za počinjenje ubojstava.

## Vanjske poveznice
- Feljton "Glasa koncila": Vjersko pojmovlje u izvornim dokumentima tzv. Republike Srpske Krajine  Arhivirana inačica izvorne stranice od 7. lipnja 2007. (Wayback Machine)

## Pogledajte
- Domovinski rat
- Prvenstvo Republike Srpske Krajine u nogometu